# آرتميسيوم

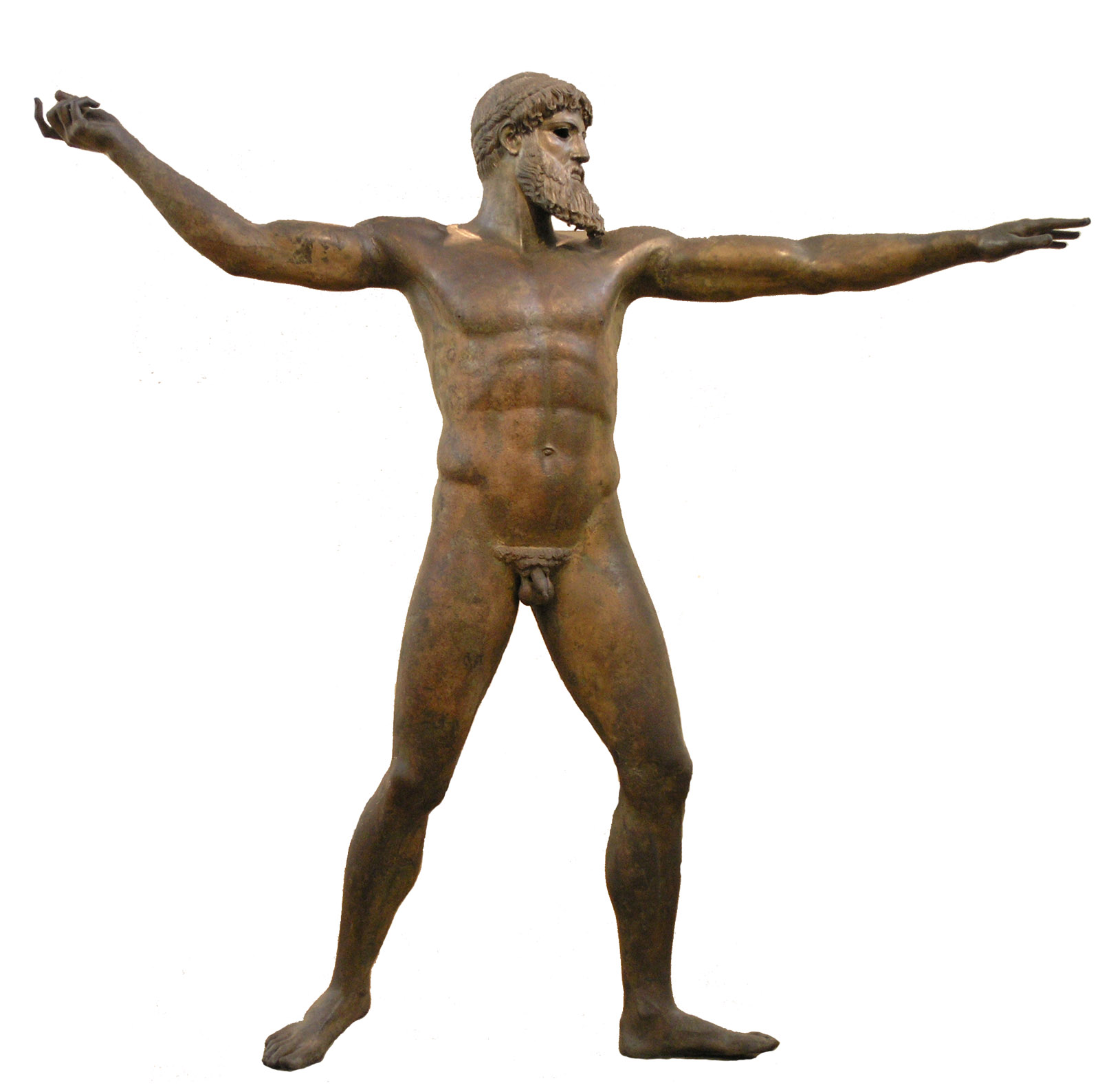
تمثال آرتميسيون البرونزي (متحف الآثار الوطني في أثينا).

آرتميسيوم (باليونانية:  Ἀρτεμίσιον )‏ هو رأس بري في شمال جزيرة وابية اليونانية. تم العثور على تمثال زيوس، أو ربما بوسيدون، الأسطوري الأجوف المصنوع من البرونز المصبوب، والمعروف باسم آرتميسيون البرونزي قبالة هذا الرأس في سفينة غارقة. كما تم العثور على تمثال خَيّال آرتميسيون، وهو تمثال من البرونز لفرس سباق وفارسه.